# Пэйпал Парк
«Пэйпал Парк» (англ. PayPal Park) — футбольный стадион, расположенный в западной части города Сан-Хосе, Калифорния, США. Домашнее поле профессионального футбольного клуба «Сан-Хосе Эртквейкс», выступающего в MLS, высшей футбольной лиге США и Канады.

## История
«Ава́йя Стэ́диум» был официально открыт 22 марта 2015 года матчем регулярного сезона MLS, в котором хозяева «Сан-Хосе Эртквейкс» победили «Чикаго Файр» 2:1.
Коммерческие права на название стадиона были приобретены в конце 2014 года телекоммуникационной компанией Avaya. Соглашение было заключено сроком на десять лет на сумму в 20 млн долларов. В январе 2017 года Avaya объявила о банкротстве и изначально планировала сохранить за собой права на название, но в декабре 2017 года обратилась к федеральному судье с просьбой сократить сроки сделки. Клуб не смог найти нового покупателя на название стадиона и после сезона 2019 переименовал сооружение в «Э́ртквейкс Стэ́диум».
5 апреля 2021 года клуб «Сан-Хосе Эртквейкс» заключил 10-летнее спонсорское соглашение с компанией PayPal, включавшее права на название стадиона, который стал называться «Пэйпал Парк».

## Характеристики стадиона
Чаша стадиона спроектирована в форме буквы «U» с 30-градусным уклоном трибун, что является самым крутым уклоном среди всех стадионов лиги. Это позволяет зрителям даже на самых верхних рядах быть непосредственно приближёнными к игровой площадке. Шестнадцать VIP боксов по периметру специально расположены на уровне земли, непосредственно около игровой поверхности, что позволило не разбивать чашу стадиона на два уровня и максимально повысить акустику от шума болельщиков. Все сидячие места стадиона укрыты 27-метровым навесом от непогоды.
В северной части стадиона на площади в 340 м² (3647 кв. футов) построен крупнейший в Северной Америке бар на открытом воздухе. Размер бара — 95 метров по периметру, он оснащён 22 стойками для барменов и находится в 16 метрах за футбольными воротами. Бар не отгорождён от поля защитной сеткой, от него открыт прямой вид на игровую площадку.
На стадионе установлена высокоскоростная сеть wi-fi. Зрители могут загрузить мобильную аппликацию Avaya Stadium, с помощью которой можно приобрести электронные билеты на матчи, делать трансфер билетов на сезонном абонементе, просмотреть детальную карту стадиона, увидеть расписание матчей и информацию об игроках и игровых составах, а также связаться с другими болельщиками и командой через социальные сети.

## Важные спортивные события
На стадионе также проводятся соревнования по регби. В частности, летом 2015 года здесь прошли матчи Кубка тихоокеанских наций по регби 2015. Было намечено проведение на «Авайя Стэдиум» части матчей чемпионата мира по регби-7 2018, но это решение было отменено и единственной ареной мирового первенства остался «Эй-ти-энд-ти Парк».
| Дата          | Сборные                                      | Соревнование                                                   |
| ------------- | -------------------------------------------- | -------------------------------------------------------------- |
| 14 июля 2015  | «Сан-Хосе Эртквейкс» 1:2 «Америка»           | Международный кубок чемпионов 2015                             |
| 21 июля 2015  | «Манчестер Юнайтед» 3:1 «Сан-Хосе Эртквейкс» | Международный кубок чемпионов 2015                             |
| 28 июля 2016  | Звёзды MLS 1:2 «Арсенал»                     | Матч всех звёзд MLS 2016                                       |
| 24 марта 2017 | США vs. Гондурас                             | Отборочный турнир чемпионата мира по футболу 2018, пятый раунд |